# NGC 2596
NGC 2596 је спирална галаксија у сазвежђу Рак која се налази на NGC листи објеката дубоког неба.
Деклинација објекта је + 17° 17' 4" а ректасцензија 8h 27m 26,6s. Привидна величина (магнитуда) објекта NGC 2596 износи 13,4 а фотографска магнитуда 14,2. Налази се на удаљености од 80,486 милиона парсека од Сунца. NGC 2596 је још познат и под ознакама UGC 4419, MCG 3-22-13, CGCG 89-30, IRAS 08245+1726, PGC 23714.